# Carsten Bresser
Carsten Bresser (* 4. September 1970 in Würzburg) ist ein ehemaliger deutscher Mountainbiker, der im Cross-Country aktiv war.

## Werdegang
Seine Karriere im Radsport begann Bresser im Alter von 15 Jahren nach einem Jedermannsradrennen. Zunächst auf der Straße aktiv, kam er zum Cross-Country durch die Teilnahme an den deutschen Mountainbike-Meisterschaften Mountainbikesport, wo er auf Anhieb Elfter wurde.  Im Jahr 1997 wurde er Deutscher Meister im Cross-Country XCO, in den Jahren 2001 und 2002 gewann er die Gesamtwertung der Mountainbike-Bundesliga.
Mit der Etablierung des Mountainbike-Marathon orientierte Bresser sich zunehmend auf die neue Disziplin. 2002 und 2003 gewann er die Bike Transalp, im Jahr 2003 gewann er bei den UCI-Mountainbike-Marathon-Weltmeisterschaften mit Bronze seine einzige Medaille bei internationalen Meisterschaften.
Von 2000 bis 2004 nahm Bresser im Team der deutschen Nationalmannschaft an verschiedenen Straßenrennen teil, unter anderen an der Rothaus Regio-Tour und der Niedersachsen-Rundfahrt.
Bresser war Teilnehmer an den Olympischen Sommerspielen 2000 und 2004 und belegte den 8. bzw. 20. Platz. Nach den Spielen 2004 beendete er seine Karriere als Mountainbike-Profi. Danach war er noch weiter im MTB-Marathon aktiv und gewann noch zweimal die Bike Transalp und 2011 zusammen mit Udo Bölts das Absa Cape Epic in der Masterskategorie.
Neben dem Radsport war Bresser ein begeisterter Langstreckenläufer. Im Marathon hat er eine Bestzeit von 2:24:18 h. Im Jahr 2009 wurde er mit seiner Mannschaft Deutscher Meister im Berglauf.

## Erfolge
1997
- Deutscher Meister – Cross-Country XCO
- Gesamtwertung MTB-Bundesliga

2001
- Gesamtwertung MTB-Bundesliga

2002
- Gesamtwertung MTB-Bundesliga
- Bike Transalp mit Karl Platt

2003
- Weltmeisterschaften – Marathon XCM
- Bike Transalp mit Bart Brentjens

2005
- Bike Transalp mit Karl Platt

2006
- Bike Transalp mit Karl Platt

2011
- Gesamtwertung Absa Cape Epic (Masters) mit Udo Bölts